# Ну-улуа
Ну-улуа — острів у Самоа (не плутати з суходолом, також званою Ну-улуа  (Nuʻulua), що знаходиться за 200 м на захід від Офу, в Американському Самоа). Острів розташований на Алейпатських островах, трохи більше ніж 1,3 км від східного краю Уполу (набагато більшого острова, який також є частиною Самоа ).
Ну-улуа має площу 25 га. Острів є середовище існування місцевих і регіональних ендемічних птахів, у тому числі горлача або зубодзьобого голуба ( Didunculus strigirostris), який знаходиться під загрозою зникнення, також відомого як самоанський голуб, а також ендемічного крилана самоанського (Pteropus samoensis). 
Ну'улуа разом ще одним з острів у групі островів Алейпата, є домівкою для найбільших колоній морських птахів на Самоа, і їх було визначено як дуже важливі місця для збереження. 
На острові є залишки еродованих кілець вулканічного туфу. 
Відповідно до місцевих звичаїв, обидва острови належать ex officio власникам певних титулів вождів у селах Алейпата на острові Уполу.
- Острови Самоа
- Пустельний острів